# Polygonum
Polygonum es un género de plantas de la familia Polygonaceae,
del orden Caryophyllales.

## Etimología
El nombre proviene de las palabras griegas poly, "muchos" y gonu, "nudo". Hay otra teoría que afirma que la segunda parte del nombre deriva de la palabra griega gonos, "niños".
Nombres comunes: polígono, hierba de Santa María, hierba pejiguera, palero, pata de perdiz, correquetepillo, vid rusa, parra rusa,

## Distribución
Las plantas de este género se encuentran primordialmente, en las regiones templadas del hemisferio norte.

## Descripción
Varían en el porte: unas son herbáceas en las plantas anuales de unos 5 centímetros de altura; otras plantas perennes de porte herbáceo alcanzan de 3 a 4 m de altura; otros son enredaderas leñosas perennes que alcanzan los 20 o 30 m de altura, utilizando como soporte a árboles. Algunas son acuáticas, creciendo como plantas flotantes dentro de los estanques.
Con hojas de bordes lisos afilados, varían grandemente sus formas según la especie, y pueden ser lanceoladas estrechas, ovaladas, triangulares amplias, con forma de corazón o de punta de flecha. Tienen una longitud de 1 a 30 centímetros.
Los vástagos son a menudo rojizos o manchados de rojo. Las flores son pequeñas, rosadas, blancas, o verdosas, formando en verano racimos densos de los empalmes de la hoja o en los ápices del vástago.

## Propiedades y usos
Muchas especies de Poligonum particularmente el Poligonum japonicum, el polígono gigante y el polígono de los Himalayas se consideran como especies invasoras nocivas. Como otras muchas hierbas, el Poligonum japonés, fue introducido desde Japón primero en U.K., y después en Norteamérica como planta ornamental en el siglo XIX.
Recientemente Poligonum japonicum y otras especies del género, se han utilizado para explotar sus altas concentraciones del principio de transporte resveratrol, que se encuentra en los tallos de las plantas. Asociado previamente e identificado principalmente en las pieles de uvas rojas, el resveratrol está actualmente en estudio en gran número de proyectos de investigación sobre sus reconocidas características antienvejecimiento.
Algunos Poligonum crecen extremadamente rápido durante el verano; Poligonum gigante puede alcanzar 4.5 m cada verano, el Poligonum japonicum 3 m, y el "enano" (Poligonum himalaya) 1.5-2 m. En Japón, Poligonum japonicum se conoce como itadori, o "planta fuerte".
Una cierta especie puede desarrollar rápidamente una extensa red de rizomas (raíces que pueden brotar) que se extienden a partir de la planta del padre de 7 a 20 m y por lo menos 2 m de profundidad. Los fragmentos de la raíz y del vástago de un tamaño tan reducido como un centímetro pueden dar lugar a nuevas colonias de la planta.
Las inundaciones y los desbordamientos del agua lavan las plantas enteras o parcialmente que se encuentran en las cercanías de los ríos y los arrastra, los pedazos de dispersión del Poligonum a través del área y de los bancos inundados, dan lugar a nuevas plantas. Se considera como especie de planta invasora, aunque se arranque del suelo, sus restos de rizomas, permiten rápidamente el crecimiento de nuevos Poligonum para dar lugar a nuevas plantas para pasar a asumir el control el área, suprimiendo a otras especies.
El cortarlo, la siega, el cavarlo y la aplicación de herbicida son los tratamientos utilizados para erradicar a esta planta, especialmente durante el inicio de la estación de crecimiento. A mediados del otoño se produce el crecimiento encintado del Poligonum y de hecho se estimula la producción de lanzamientos de los brotes latentes dispersados a su alrededor o por los rizomas de la raíz.
Polygonum cuspidatum se está utilizando en tratamientos contra el cáncer. Sin embargo, existen investigaciones científicas que demuestran que el resveratrol tiene efecto indeseable en pacientes con cáncer de seno y que se encuentran en quimioterapia con compuestos relacionados con el taxol, por eso es recomandable consultar al médico. 

Resveratrol attenuates the anticancer efﬁcacy of paclitaxel in human breast cancer cells in vitro and in vivo.
 Masayuki Fukui, Noriko Yamabe, Bao Ting Zhu www.sciencedirect.com.2010

Las especies de plantas de Polygonum son la base alimenticia de las larvas de algunas especies de Lepidoptera.[cita requerida]

## Especies
Se reconocen entre 150 a 300 especies dependiendo de la circunscripción del género; algunos botánicos dividen el género en otros varios géneros. Algunas de las especies:
- Polygonum achoreum
- Polygonum acuminata
- Polygonum acuminatum
- Polygonum affine (Persicaria affinis)
- Polygonum alatum (Persicaria alata)
- Polygonum alpinum
- Polygonum amphibium (Persicaria amphibia)
- Polygonum amplexicaule (Persicaria amplexicaulis)
- Polygonum arenarium
- Polygonum arenastrum
- Polygonum argyrocoleon
- Polygonum arifolium
- Polygonum aubertii (Fallopia aubertii)
- Polygonum aviculare
- Polygonum baldschuanicum (Fallopia baldschuanica)
- Polygonum bellardii
- Polygonum bidwelliae
- Polygonum bistorta (Persicaria bistorta)
- Polygonum bistortoides
- Polygonum bolanderi
- Polygonum boreale
- Polygonum brasiliensis
- Polygonum bungeanum
- Polygonum buxiforme
- Polygonum caespitosum
- Polygonum californicum
- Polygonum campanulatum (Koenigia campanulata)
- Polygonum capitatum (Persicaria capitata)
- Polygonum careyi
- Polygonum cascadense
- Polygonum caurianum
- Polygonum chinense
- Polygonum cilinode
- Polygonum coccineum
- Polygonum cognatum
- Polygonum convolvulus (Fallopia convolvulus)
- Polygonum davisiae
- Polygonum densiflorum
- Polygonum dibotrys
- Polygonum douglasii
- Polygonum dumetorum (Fallopia dumetorum)
- Polygonum emodi
- Polygonum erectum
- Polygonum fagopyrum (Fagopyrum esculentum)
- Polygonum foliosum
- Polygonum fowleri
- Polygonum franktonii
- Polygonum glaucum
- Polygonum griffithii
- Polygonum herniarioides
- Polygonum heterosepalum
- Polygonum hickmanii
- Polygonum hirsutum
- Polygonum hudsonianum
- Polygonum hydropiper
- Polygonum hydropiperoides
- Polygonum japonicum (Reynoutria japonica)
- Polygonum lacerum
- Polygonum lanigerum
- Polygonum lapathifolium
- Polygonum leptocarpum
- Polygonum macrophyllum
- Polygonum marinense
- Polygonum maritimum
- Polygonum meisneranum
- Polygonum meisnerianum
- Polygonum milletii
- Polygonum minimum
- Polygonum minus
- Polygonum mite
- Polygonum molle
- Polygonum multiflorum
- Polygonum nepalense
- Polygonum odoratum (Persicaria odorata)
- Polygonum orientale (Persicaria orientalis)
- Polygonum oxyspermum
- Polygonum paronychia
- Polygonum paronychioides
- Polygonum parryi
- Polygonum patulum
- Polygonum pensylvanicum
- Polygonum perfoliatum
- Polygonum persicaria Persicaria
- Polygonum phytolaccifolium
- Polygonum plebeium
- Polygonum polycnemoides
- Polygonum polycnenoides
- Polygonum polygaloides
- Polygonum polystachyum (Persicaria polystachya)
- Polygonum punctatum
- Polygonum raii
- Polygonum ramosissimum
- Polygonum robustius
- Polygonum rurivagum
- Polygonum sachalinense (Reynoutria sachalinensis)
- Polygonum sagittatum
- Polygonum salicifolium
- Polygonum sanguinaria Remy - sanguinaria de Chile[1]
- Polygonum scandens
- Polygonum scoparium
- Polygonum segetum
- Polygonum setaceum
- Polygonum shastense
- Polygonum striatulum
- Polygonum tenue
- Polygonum tenuicaule
- Polygonum tinctorum
- Polygonum vaccinifolium (Persicaria vaccinifolia)
- Polygonum virginianum (Persicaria virginiana)
- Polygonum viviparum
- Polygonum weyrichii (Persicaria weyrichii)